# Алексеєнко Кирило Олексійович
Кирило Олексійович Алексеєнко (рос. Кирилл Алексеевич Алексеенко; 22 червня 1997, Санкт-Петербург) — російський шахіст, гросмейстер (2015).

Учасник турніру претендентів 2020 року.
У складі збірної Росії переможець командного чемпіонату Європи 2019 року.
Його рейтинг станом на квітень 2020 року — 2696 (39-те місце у світі, 10-те — серед російських шахістів).

## Особисте життя
Кирило Алексеєнко народився 22 червня 1997 року в Санкт-Петербурзі. Його тато був солдатом, а мати — учителькою. Дід Кирила був шанувальником шахів і навчав його правилам гри, коли йому було чотири роки. Окрім діда, ніхто в його родині не грав у шахи. Станом на 2019 рік Олексієнко є студентом Санкт-Петербурзького політехнічного університету імені Петра Великого.

## Кар'єра
У віці семи років Алексеєнко зіграв свій перший турнір, чемпіонат Санкт-Петербурга серед хлопців до 8 років. На юнацькому чемпіонаті Європи з шахів він був чемпіоном серед хлопців до 10 років у 2007 році та чемпіоном серед юнаків до 16 років у 2013 році.
На юнацькому чемпіонаті світу Алексеєнко завоював бронзу в 2010 році та золото — у 2011 році (до 14 років). Пізніше він завоював срібло та бронзу у 2012 та 2013 роках відповідно серед серед юнаків до 16 років.
Алексеєнко виконав необхідні норми для отримання звання гросмейстера у 2012 році, але до 2015 року не досягнув рейтингу у 2500 очок, необхідного для надання титулу. У 2015—2017 рр. тричі поспіль перемагав у Меморіалі Чигоріна У лютому 2018 року він взяв участь у турнірі «Аерофлот-опен», посівши 13-е місце серед 93 учасників, набравши 5½ з 9 очок (+4–2=3).
У 2018 та 2019 роках зіграв у індивідуальних чемпіонатах Європи, посівши 34 та 63 місця відповідно.
У вересні 2019 року дійшов до 1/8 фіналу на Кубку світу ФІДЕ, де поступився лише на тайбрейку першому сіяному на турнірі Дін Ліженю (Китай).
У жовтні 2019 року Кирило з результатом 7½ з 11 очок (+4-0=7) посів 3-тє місце на шаховому турнірі Grand Swiss ФІДЕ 2019, що проходив на острові Мен, та був частиною кваліфікаційного циклу до чемпіонату світу з шахів 2020 року і визначав одного гравця на турнір претендентів 2020 року. Алексеєнко на ½ поступився Ван Хао та Фабіано Каруані. Таким чином, Алексеєнко отримав шанс бути обраним кандидатом (шляхом отримання «Вайлд-кард» від організаторів турніру) на турнір претендентів 2020 року, як наступний фінішер після переможця, окрім Каруани, який вже пройшов кваліфікацію. 23 грудня 2019 року Андрій Філатов, президент Російської федерації шахів оголосив про надання «вайлд-кард» Кирилу Алексєєнко для участі у турнірі претендентів, що пройде у Єкатеринбурзі у березні 2020 року.
У листопаді 2019 року у складі збірної Росії став переможцем командного чемпіонату Європи. Набравши 4½ з 8 можливих очок (+2-1=5) Кирило посів 9 місце серед шахістів, які виступали на третій шахівниці
У грудні 2019 року на чемпіонаті світу зі швидких та блискавичних шахів, що проходив у Москві, росіянин посів:
 — 57-ме місце у турнірі зі швидких шахів, набравши 8½ з 15 очок (+6-4=5)
 — 71-ше місце у турнірі з блискавичних шахів, набравши 11½ очок з 21 можливого (+8-6=7).

## Зміни рейтингу
| На цьому місці має відображатися графік чи діаграма, однак з технічних причин його відображення наразі вимкнено. Будь ласка, не видаляйте код, який викликає це повідомлення. Розробники вже працюють для того, щоби відновити штатне функціонування цього графіка або діаграми. | |
| | На цьому місці має відображатися графік чи діаграма, однак з технічних причин його відображення наразі вимкнено. Будь ласка, не видаляйте код, який викликає це повідомлення. Розробники вже працюють для того, щоби відновити штатне функціонування цього графіка або діаграми. |